# Stropešín
Stropešín é uma comuna checa localizada na região de Vysočina, distrito de Třebíč.